# Georg al II-lea, Landgraf de Hesse-Darmstadt
Georg al II-lea de Hesse-Darmstadt, germană Georg II von Hessen-Darmstadt (17 martie 1605 – 11 iunie 1661) a fost landgraf de Hesse-Darmstadt din 1626 până la moartea sa. A fost fiul Landgrafului Ludovic al V-lea de Hesse-Darmstadt și a soției acestuia, Magdalene de Brandenburg.
S-a căsătorit cu Sophia Eleonore de Saxonia la 1 aprilie 1627. Georg și Sophia Eleonore au avut următorii copii:
- Ludovic al VI-lea (1630–1678)
- Magdalena Sybilla (1631–1651)
- Georg (1632–1676), căsătorit cu Dorothea Augusta, Ducesă de Holstein-Sonderborg
- Sophia Eleonore (1634–1663), căsătorită cu Landgraful Wilhelm Christoph de Hesse-Homburg
- Elisabeth Amalie (1635–1709), căsătorită cu Philip Wilhelm, Elector Palatine
- Louise Christine (1636–1697)
- Anna Maria (1637-1637)
- Anna Sophia, Prințesă-Stareță de Quedlinburg (1638-1683)
- Amalia Juliana (1639-1639)
- Henrica Dorothea (1641–1672)
- Johann (1642–1643)
- Augusta Philippina (1643–1672)
- Agnes (1645-1645)
- Marie Hedwig (1647–1680), căsătorită cu Ducele Bernhard I de Saxa-Meiningen

1. ↑  IdRef, accesat în 2 mai 2020